# Süstedt
Süstedt – dzielnica miasteczka Bruchhausen-Vilsen. Do 31 października 2016 miejscowość i gmina Niemczech, w kraju związkowym Dolna Saksonia, w powiecie Diepholz, w gminie zbiorowej Bruchhausen-Vilsen.